# 1230 Riceia
Az 1230 Riceia (ideiglenes jelöléssel 1931 TX1) a Naprendszer kisbolygóövében található aszteroida. Karl Wilhelm Reinmuth fedezte fel 1931. október 9-én, Heidelbergben.